# 米尔塔赫
米尔塔赫是德国巴伐利亚州的一个市镇。总面积25.25平方公里，总人口2281人，其中男性1144人，女性1137人（2011年12月31日），人口密度90人/平方公里。